# 고구려-백제 전쟁
고구려-백제 전쟁은 369년에서 607년까지 약 4세기에 걸쳐 고구려와 백제가 벌인 일련의 전쟁이다.

## 배경
4세기 중반까지는 고구려와 백제가 별다른 충돌이 없었다. 미천왕의 한군현 정복으로 국경을 맞다며 대방을 두고 고구려와 백제간의 대립이 격화되었다. 전연과의 전쟁으로 고구려가 약해진 틈을 타 백제는 대방으로의 세력을 확대하였다.

### 4세기 중반
백제가 369년 마한을 정복하러 간 틈을 이용하여 고국원왕이 보병과 기병 2만 명을 거느리고 치양(雉壤)에 와서 진을 치고는 군사를 나누어 민가를 약탈하였다. 근초고왕이 태자를 보내 군사를 거느리고 지름길로 치양에 이르렀는데 백제사람 사기가 고구려 군사의 기밀을 알려주자 쉽게 쳐서 깨뜨리고 수곡성까지 영토를 넖혔다. 태자 구수가 추격하려는데 장군 막고해가 도가의 말을 인용하여 말리자 추격을 멈췄다.또, 5천여 명을 죽이거나 사로잡았는데, 포로들은 장수와 군사들에게 나누어주었다. 고국원왕은 복수를 하기 위해 371년에 군사를 일으켜 재침공하였다. 근초고왕은 패하(浿河)가에 군사를 매복시켜 공격하여 대승하였다. 근초고왕은 기세를 타서 겨울에 정예 군사 3만 명을 거느리고 고구려에 쳐들어가서 평양성을 공격하였다. 고구려 군사가 힘을 다해 싸워 막았으나 고국원왕이 빗나간 화살에 맞아 죽었다. 함락하기 직전이었으나 흥분한 고구려군사의 결사항전이 심하여 물러났다.
고국원왕 사후 소수림왕이 즉위하였다. 그는 전열을 재정비 하고 375년 7월에 북쪽 변경의 수곡성(水谷城)을 공격하여 함락시켰다. 근초고왕이 반격 하였으나 실패하였다. 근초고왕은이 다시 군사를 크게 일으켜 보복하려 하였으나 흉년이 들어 실행하지 못하였다. 11월 근초고왕이 승하하고 태자 구수가 즉위하였다. 376년 11월에 소수림왕은 백제의 북쪽 변경으로 쳐들어 갔다. 377년 근구수왕은 고구려의 잦은 도발에 노하여 10월에 왕이 군사 3만 명을 거느리고 고구려의 평양성(平壤城)을 재침공하였다. 그러나 전열이 갖춰진 고구려를 못이기고 패퇴하였다. 보복으로 11월에 고구려가 쳐들어 왔다. 이후 양국에 흉년과 이상 기후가 겹쳐 사실상 휴전 상태가되었다.(양측이 직접 휴전을 맺었는지는 알 수 없다.)

### 4세기 후반
전면전 대신 양국의 도발행동이 이어졌다. 385년 새로 즉위한 백제의 진사왕이 고구려의 침략에 방비하자 이듬해 8월에 고구려의 고국양왕이  쳐들어 왔다. 387년 9월에 고구려가 말갈(靺鞨)을 이용하여 관미령(關彌嶺)으로 침공하여 승리하였다. 389년 9월에 백제의 진사왕이 군사를 보내 고구려의 남쪽 변경을 침입하여 약탈하였다. 소규모 국지전의 승리로 사기가 오른 백제군은 390년 9월에 달솔 진가모에게 명령하여 고구려를 쳐서 도곤성(都坤城)을 함락시키고 200명을 사로잡았다. 진사왕은 전공으로 진가모(眞嘉謨)를 병관좌평(兵官佐平)으로 삼았다. 백제군의 재침공을 받은 고구려도 391년 4월에 말갈을 시켜 북쪽 변경의 적현성(赤峴城)을 쳐서 함락시켰다. 이때 새로 즉위한 광개토대왕은 392년 7월에 군사 4만 명을 거느리고 북쪽 변경을 침공해 와서 석현성(石峴城) 등 10여 성을 함락시켰다. 진사왕은 광개토대왕이 군사를 부리는 데 능하다는 말을 듣고 나가 막지 못하니 한수(漢水) 북쪽의 여러 부락들이 다수 함락되었다. 8월에 백제가 남쪽 변경을 침략해 왔으므로, 장수에게 명하여 막게 하였다. 승기를 탄 고구려는 10월에 백제 북방의 천혜의 요새이자 중요지인 관미성(關彌城)을 20일에 걸친 포위 끝에 쳐서 함락시켰으나 고구려군의 피해도 컸다. 11월 전세가 불리해져 진사왕이 암살당하고 아신왕이 즉위하였다. 백제는 빼앗긴 성을 회복하기 위해 계속해서 고구려를 공격하였다.  393년 8월에 아신왕은 진무를 좌장으로목책에 이르렀다. 그러나 치욕을 씻기위한 도발이었을 뿐에 회군하였다.  광개토대왕은 백제의 공격을 393년에는 관미성, 394년에는 수곡성(水谷城)에서 격퇴하였으며,  394년에 고구려는 백제의 침략을 방비하기 위해 남쪽 변경에 7개의 성을 쌓았다. 395년에는 패수(浿水)에서 백제군 8000여 명을 생포하거나 죽이는 대승을 거두었다. 396년 고구려는 대대적으로 백제를 공격하여 아리수(阿利水) 이북의 58개 성, 700여 개 촌락을 점령하고 위례성(慰禮城)을 포위하였다. 이때 백제 아신왕(阿莘王)의 항복을 받아 아신왕의 동생과 백제의 대신 10명을 인질로 잡고 노비 일천 명을 잡고 개선하였다. 399년 8월에 고구려를 치고자 하여 군사와 말들을 크게 징발하였다. 백성들은 전역(戰役)에 시달려 신라로 많이 도망하니 호구가 줄었다. 그러니 곧 회군하였다. 400년에는 가야·왜 등과 함께 고구려의 보호국인 신라를 침공하였다. 403년 왜와 함께 7월에 신라를 치고 404년에는 왜를 이용하여 수군으로 대방을 침공하였다. 이는 모두 실패하였다.

### 5세기
고구려가 거대해지고 427년 장수왕이 평양 천도를 하는 등 남하의 조짐이 보이자 433년, 백제 비유왕과 신라 눌지왕은 그동안 시도 때도 없이 싸웠던 사실을 미루고 나제동맹을 맺었다. 그러나 오랜 두 백성 간의 상처로 협력이 잘 안되었다. 그러던 중 454년에 신라가 고구려의 침공을 받는 등 위험해 지자 눌지왕은 동맹의 굳은 결속을 깨닫고 455년 10월에 고구려가 백제를 침입하자 신라 눌지왕은 백제를 도우므로 동맹 후에도 군사협력을 잘 안하던 관계를 먼저 개선 시켰다.
468년 신라의 실직주성이 장수왕의 공격을 받아 함락되자 신라의 동맹국인 백제는 469년  8월에 장수를 보내 고구려의 남쪽 변경을 쳤다. 10월에 쌍현성(雙峴城)을 수리하였고, 청목령(靑木嶺)에 큰 목책[大柵]을 설치하여 북한산성(北漢山城)의 군사들을 나누어 지키게 하였다. 나제동맹은 이로써 완성되었다. 그러나 이 일로 노한 장수왕은 백제멸망을 위한 대일격을 준비하였다.
이 때쯤 장수왕은 간첩 승려 도림을 보내어 백제의 상황을 알아 보게 하였다. 도림은 또 개로왕의 총애를 받아 백제의 백성들에게 가혹한 일을 시켜 민심이 개로왕에게서 떨어지게 하였다. 475년 9월 도림이 도망쳐 돌아와서 보고하니 장수왕이 기뻐하여 백제를 치려고 군사를 장수에게 내주었다. 개로왕이 이를 듣고 아들 문주(文周)에게 말하였다.
“내가 어리석고 밝지 못하여 간사한 사람의 말을 믿고 썼다가 이 지경에 이르렀다. 백성은 쇠잔하고 군사는 약하니 비록 위태로운 일이 있다고 하더라도 누가 기꺼이 나를 위하여 힘써 싸우겠는가? 나는 마땅히 사직(社稷)을 위하여 죽겠지만 네가 이곳에서 함께 죽는 것은 유익함이 없다. 어찌 난을 피하여 나라의 계통[國系]을 잇지 않겠는가?”

문주는 이에 목협만치(木劦滿致)와 조미걸취(祖彌桀取)와 함께 남쪽으로 갔다. 이 때에 이르러 고구려의 대로(對盧)인 제우(齊于)· 재증걸루(再曾桀婁)· 고이만년(古尒萬年) 등이 군사를 거느리고 와서 하북위례성을 공격하여 7일만에 함락시키고, 하남위례성으로 옮겨 공격하였다. 성안은 위태롭고 두려움에 떨었다. 왕이 성을 나가 도망가자 고구려의 장수 걸루(桀婁) 등은 왕을 보고는 말에서 내려 절한 다음에 왕의 얼굴을 향하여 세 번 침을 뱉고는 그 죄를 꾸짖었다. 그리고는 왕을 포박하여 아차성(阿且城) 아래로 보내 죽였다.

### 6세기 초반
그 이후로 고구려는 신라로 주공을 정하고 백제와는 소강 상태를 이어갔다. 그러던 중 고구려-신라 전쟁이 터진다. 481년 신라의 호명성을 점령하면서 백제도 안정히 하기 위해 482년 9월에 말갈로 백제 한산성(漢山城)을 습격하여 깨뜨리고 300여 집을 사로잡아 돌아갔다. 그러나 직접적인 공격은 안 하였다.
고구려의 계속 된 압박에 신라가 백제와 다시 힘을 합치며 493년 백제와 신라는 혼인 동맹을 맺었다. 동성왕이 신라에 사신을 보내 혼인을 청하니 소지왕은 이찬(伊湌) 비지(比智)의 딸을 시집보냈다. 다시 동맹이 굳어지자 동성왕은 494년 7월에 신라군을 도와 살수(薩水) 들판에서 싸웠다. 신라가 패하고 견아성(犬牙城)을 지키자 고구려군의 포위를 뚫고 군사 3천 명을 보내 신라를 구원자 고구려가 퇴각하였다. 고구려는 백제를 다시한번 잡기 위해 문자명왕이 495년 8월에 군사를 보내 백제 치양성(雉壤城)을 포위하였다. 백제가 신라에 구원을 청하니, 신라 왕이 장군 덕지(德智)에게 명하여 군사를 거느리고 와서 구원하자 퇴각하였다. 하지만 이는 고구려 신라 전쟁의 일부로 4차 여제전쟁은 아니다.
501년 백가의 난이 터졌으나 이를 진압한 무령왕은 신라를 돕고 백제의 힘을 과시하기 위해 502년 11월에 고구려 국경을 침범하였다. 이는 전주곡이었다. 백제는 503년 11월에 달솔(達率) 우영(優永)을 보내, 군사 5천 명을 거느리고 수곡성(水谷城)으로 쳐들어 왔다. 이로써 4차 여제 전쟁이 터졌다. 고구려는 추위에 약한 백제군이 쳐들어 올지 몰라 위태로웠지만 막아내고 수습 후 506년 11월에 장수를 보내 백제를 쳤으나 큰 눈이 내려 사졸들이 동상을 입고 돌아왔다. 이 번엔 고구려가 추위를 이용해 왔지만 자신의 꾀에 당하고 말았다. 분통이 터진 문자명왕은 507년 10월에 재침공하였다. 장수 고노(高老)를 보내, 말갈과 함께 백제의 한성(漢城)을 칠 것을 꾀하여, 횡악(橫岳) 밑으로 나아가 주둔하였는데, 백제가 군사를 내어 맞아 싸우므로 물러났다. 문자명왕은 깊이 깨닫고 드디어 512년 9월에 백제를 침략하여 가불(加弗)·원산(圓山) 두 성을 함락시키고, 남녀 1천여 명을 사로잡았다. 그러나 무령왕이 용맹스러운 기병 3천 명을 거느리고 위천(葦川)의 북쪽에서 싸웠다. 고구려 사람들은 왕의 군사가 적은 것을 보고 만만히 여겨 진(陣)을 치지 않았다. 무령왕은 기묘한 계책을 내어 급히 쳐서 이를 크게 격파하였다.
이후, 소강 상태가 이어졌으나 무령왕이 죽은(523년) 틈을 타, 523년 8월에 고구려는 군사를 보내 백제의 패수(浿水)에 이르렀다.   백제의 성왕(재위 523 ~ 554년)은 좌장(左將) 지충(志忠)에게 명령하여 보병과 기병 1만 명을 거느리고 나아가 싸우게 하여 이를 물리쳤다. 고구려는 다시 529년 10월에 안장왕(재위 519년 ~ 531년)이 몸소 군사를 거느리고 쳐들어 와서 북쪽 변경의 혈성(穴城)을 함락하였다. 백제의 성왕은 좌평 연모(燕謨)에게 명하여 보병과 기병 3만을 이끌고 싸우게 했지만 오곡원(五谷原) 전투에서 패하여 전사자가 2천여 명이나 되었다.

### 6세기 중반
전쟁은 성왕의 고토회복운동에 따라 전개 되었고, 안라국의 이간질에 의하여 더욱 확대되었다. 먼저 성왕이 540년 9월에 우산성을 포위하니, 양원왕은 날랜 기병 5천 명을 보내 쳐서 쫓아보냈다. 그 뒤 안라국이 고구려를 부추겨 독산성을 치도록 유발하였다. 548년 봄 정월에 고구려 양원왕이 예(濊)와 모의하여 한강 북쪽[漢北]의 독산성(獨山城)을 공격하였다. 성왕은 사신을 신라에 보내 구원을 요청하였다. 신라 진흥왕은 장군 주진(朱珍)에게 명령하여 갑옷 입은 군사 3천 명을 거느리고 떠나게 하였다. 주진이 밤낮으로 길을 가서 독산성 아래에 이르러 고구려 군사와 한 번 싸워 크게 격파하였다. 또, 550년 봄 정월에 성왕은 장군 달기(達己)를 보내 군사 1만 명을 거느리고 고구려 도살성(道薩城)을 공격하여 빼앗았다. 3월에 고구려 군사가 금현성(金峴城)을 포위하였다. 이때 신라는 두성을 모두차지하여 이득을 보았다. 고구려의 내정이 불안한 틈을 타서,  백제는 한성을 꼭 되찾기 위해 신라와 다시 연합하여 마침내 한성을 비롯하여 고구려의 한강 상류 유역을 공격하여 6개군을 차지하였다(551년). 이때 백제는 신라에게 연합하여 고구려 평양성을 공격하자고 제의하였고, 고구려는 경기도 · 황해도 · 한반도 북서부등 진흥왕이 새로 개척한 땅을 신라 땅으로 용인해 주는 대신 고구려 수도 평양성으로 진군하지 말것을 제의하였다. 진흥왕은 백제의 제의를 거절하고 고구려의 제의를 받아들였다. 신라는 경기도 · 황해도 · 한반도 북서부로 영토를 확장하고 백제로 진군하였으나, 백제가 화해를 시도하여 진군을 멈추었다.
하지만 백제는 지킬힘이 없어 스스로 한강에서 철수하고 신라가 차지하고 말았다. 고구려는 신라와 짜고 백제에 복수하기 위해 554년 백제 웅천성(熊川城)을 공격하였으나 이기지 못했다.